# Sceptrophasma
Sceptrophasma é um género de bicho-pau pertencentes à família Diapheromeridae.
As espécies deste género podem ser encontradas na Ásia Central e no Sul da Ásia.
Espécies:
- Sceptrophasma bituberculatum (Redtenbacher, 1889)
- Sceptrophasma hispidulum (Wood-Mason, 1873)
- Sceptrophasma humilis (Westwood, 1859)
- Sceptrophasma langkawicense Brock & Seow-Choen, 2000